# Cossos d'Exèrcit republicans en la Guerra Civil espanyola
Aquesta és una relació dels Cossos d'Exèrcit republicans que van combatre en la Guerra Civil espanyola. Aquí apareixen tant les unitats regulars enquadrades en l'Exèrcit Popular de la República com les que van existir fora d'aquesta estructura (com ocorria en el front del Nord).

## Llista de cossos d'exèrcit

### Unitats regulars
| Número              | Data de creació      | Data de desaparició  | Notes                                             |
| ------------------- | -------------------- | -------------------- | ------------------------------------------------- |
| I Cos d'Exèrcit     | 22 de març de 1937   | 27 de març de 1939   | Abans «Grup de Forces de la Serra de Guadarrama». |
| II Cos d'Exèrcit    | Març de 1937         | Març de 1939         | Antic «Cos d'Exèrcit de Madrid».                  |
| III Cos d'Exèrcit   | 4 de març de 1937    | 27 de març de 1939   | Abans «Grup de Forces del Tajo-Jarama».           |
| IV Cos d'Exèrcit    | 13 de març de 1937   | 27 de març de 1939   |                                                   |
| V Cos d'Exèrcit     | 22 de març de 1937   | 9 de febrer de 1939  |                                                   |
| VI Cos d'Exèrcit    | 7 d'abril de 1937    | 27 de març de 1939   |                                                   |
| VII Cos d'Exèrcit   | 5 de maig de 1937    | 27 de març de 1939   |                                                   |
| VIII Cos d'Exèrcit  | 3 de juny de 1937    | 27 de març de 1939   |                                                   |
| IX Cos d'Exèrcit    | 3 de juny de 1937    | 27 de març de 1939   |                                                   |
| X Cos d'Exèrcit     | Juny de 1937         | 9 de febrer de 1939  |                                                   |
| XI Cos d'Exèrcit    | Juny de 1937         | 9 de febrer de 1939  |                                                   |
| XII Cos d'Exèrcit   | 6 de juny de 1937    | 9 de febrer de 1939  |                                                   |
| XIII Cos d'Exèrcit  | 6 de juny de 1937    | març de 1939         |                                                   |
| XIV Cos d'Exèrcit   | 6 d'agost de 1937    | 21 d'octubre de 1937 | Antic «I Cos d'Exèrcit de Euzkadi»                |
| XV Cos d'Exèrcit    | 16 d'abril de 1938   | 9 de febrer de 1939  | Antic «Cos d'Exèrcit santanderí».                 |
| XVI Cos d'Exèrcit   | 1937/1938            | Març de 1939         | Antic «II Cos d'Exèrcit asturià».                 |
| XVII Cos d'Exèrcit  | 1937/1938            | Març de 1939         | Antic «III Cos d'Exèrcit asturià».                |
| XVIII Cos d'Exèrcit | Juny de 1937         | Febrer de 1939       |                                                   |
| XIX Cos d'Exèrcit   | 2 d'agost de 1937    | març de 1939         |                                                   |
| XX Cos d'Exèrcit    | 24 d'agost de 1937   | 27 de març de 1939   |                                                   |
| XXI Cos d'Exèrcit   | Setembre de 1937     | Març de 1939         |                                                   |
| XXII Cos d'Exèrcit  | Setembre de 1937     | Març de 1939         |                                                   |
| XXIII Cos d'Exèrcit | c. 1937              | Març de 1939         |                                                   |
| XXIV Cos d'Exèrcit  | 11 de juliol de 1938 | 9 de febrer de 1939  |                                                   |

### Altres cossos d'exèrcit
| Número                       | Data de creació        | Data de desaparició | Notes                   |
| ---------------------------- | ---------------------- | ------------------- | ----------------------- |
| Cos d'Exèrcit de Madrid      | 31 de desembre de 1936 | Març de 1937        |                         |
| XIV Cos d'Exèrcit Guerriller | Octubre de 1937        | Març de 1939        | Unitat de guerrillers.  |
| I Cos d'Exèrcit d'Euzkadi    | 26 de març de 1937     | Agost de 1937       | Antic Eusko Gudarostea. |
| II Cos d'Exèrcit Santanderí  | Abril de 1937          | Agost de 1937       |                         |
| III Cos d'Exèrcit Asturià    | Febrer de 1937         | Agost de 1937       |                         |

## Agrupacions
Al llarg de la guerra van existir una sèrie de formacions denominades Agrupacions, de caràcter temporal, que no van rebre la denominació de Cos d'Exèrcit però que si mantenien aquesta mateixa funció i grandària.
- Agrupació Autònoma de l'Ebre
- Agrupació Autònoma de Conca
- Agrupació Toral
- Agrupació Modesto